# Taiana Camargo
Taiana de Souza Camargo (Ceará) é uma modelo brasileira conhecida por ter se envolvido como amante do doleiro preso na Operação Lava Jato Alberto Youssef.
Foi capa da Playboy na edição de janeiro de 2015. Taiana Camargo posou para a revista masculina cobrindo partes íntimas com dólares.

## Biografia
O romance com Youssef terminou quando ele foi preso, em março de 2014. Tatiana começou a namorar Alexandre Margotto, ex-sócio de Lúcio Funaro em um esquema que estorquia empresários interessados em financiamento da Caixa Econômica Federal. Margotto fez delação na Operação Sépsis, desdobramento da Operação Lava Jato.
Em 2015, posou nua para a Playboy.  Ao EGO, à época, a modelo afirmou que não tinha mais nenhuma relação com Youssef desde que ele foi preso.  Em uma das fotos do ensaio, que chegou às bancas, aparece com dólares na calcinha transparente. As fotos foram feitas pela norte-americana Autumn Sonnichsen.  Na capa, com o título "Ela Sabia", a imagem mostra a moça sem calcinha, usando apenas notas de dólares para cobrir suas partes íntimas. A chamada para o ensaio diz: "A amante do doleiro Alberto Youssef mostra tudo que sabe".
Em 2017 foi indiciada pela Polícia Federal pelo crime de lavagem ou ocultação de bens, direitos e valores. De acordo com a PF, além de quitar diversas despesas cotidianas da modelo, como o condomínio e a escola do filho dela, o doleiro ainda a presenteou com uma BMW. Ainda de acordo com a PF Taiana tinha conhecimento das atividades ilícitas de Youssef. "Ou, ao menos, era presumível que soubesse delas", afirma o delegado da Polícia Federal Ivan Ziolkowski. No despacho, a PF mencionou a dificuldade em ouvir a modelo.